# 도라에몽 애니버서리 25
도라에몽 애니버서리 25(일본어: ドラえもんアニバーサリー25 도라에몬 아니바사리 니주고[*])은 2004년 3월 6일에 개봉한 《극장판 도라에몽: 진구의 시공여행》의 동시 상영작이다. 상영 시간은 5분이다.

## 개요
지금까지의 도라에몽 영화 작품의 역사를 되돌아 볼 수 있는 단편 영화 작품이다. 도중까지는 BGM만 하였다. 《도라에몽 노비타의 공룡》부터 《도라에몽 노비타와 이상한 풍사》까지의 등장인물(일부 도라에몽 이외의 원작 작품의 캐릭터 포함)에 대한 간략한 소개를 해 준다. 피스케 및 후코 등 오래된 캐릭터부터 최신 캐릭터까지 다수 등장한다. 그 후 처음 도라에몽의 목소리가 들어간다.
도라에몽 영화 25주년이라기 보다는 도라에몽의 영화 작품의 제1기 에필로그적인 의미가 강하고, 결과적으로 동시 상영작의 최종 작품이 되었다.

## 등장인물
목소리가 송출되는 등장인물
- 도라에몽

목소리는 송출되지 않는 등장인물
- 도라미
- 미니도라
- 피스케(도라에몽 노비타의 공룡)
- 챠미(도라에몽 노비타의 우주개척사)
- 파오파오(도라에몽 노비타의 우주개척사)
- 바기(도라에몽 노비타의 해저귀암성)
- 파피(도라에몽 노비타의 우주소전쟁)
- 로코로코(도라에몽 노비타의 우주소전쟁)
- 미야코(도라에몽 노비타의 마계대모험)
- 데마온(도라에몽 노비타의 마계대모험)
- 파가(도라에몽 노비타의 일본탄생)
- 구리(도라에몽 노비타의 일본탄생)
- 도라코(도라에몽 노비타의 일본탄생)
- 미쿠진(도라에몽 노비타의 도라비안 나이트)
- 파루파루(도라에몽 노비타와 구름의 왕국)
- 구리오(도라에몽 노비타와 구름의 왕국)
- 타푸(도라에몽 노비타와 양철의 미궁)
- 스파이도루 장군(도라에몽 노비타와 몽환삼검사)
- 차장(도라에몽 노비타와 은하초특급)
- 루휜(도라에몽 노비타의 남해대모험)
- 로구(도라에몽 노비타의 우주표류기)
- 후코(도라에몽 노비타와 이상한 풍사)
- 사쿠라마미(에스퍼 마미)
- 타카하타 카즈오(에스퍼 마미)
- 콘포코(에스퍼 마미)
- 파만1호(파만)
- 파만2호(파만)
- 파코(파만)
- 파얀(파만)
- 버드맨(파만)
- 덴카(우메보시 덴카)
- 침푸이(침푸이)
- 카스칼라(침푸이)
- 완다다유와(침푸이)
- 포코냥(포코냥)
- 쥐
- 후지코 F. 후지오

## 등장하는 도구들・기구류들
도구
- 마술모자
- 미치피키 엔젤
- 코로바시가게
- 정령호출팔찌
- 슈퍼장갑
- 모모타로표키비단고
- 테키오램프
- 거치지후프
- 타케헬리콥터
- 원시생활세트
- 구름국가왕관
- 비행스카프
- 로봇타
- 타임머신
- 마법의 빗자루
- 스몰라이트(Small Light)
- 공기포
- 어디로든 문

기구류
- 타임마린(타임 패트롤 대 타임머신)
- 매직카펫(도라에몽 노비타의 마계대모험)
- 파피우주선(도라에몽 노비타의 우주소전쟁)
- PCIA전투함(도라에몽 노비타의 우주소전쟁)
- 자유동맹셔틀(도라에몽 노비타의 우주소전쟁)
- 은하초특급(도라에몽 노비타와 은하초특급)
- 범선(도라에몽 노비타의 남해대모험)
- 스타크래쉬 게임우주선(도라에몽 노비타의 우주표류기)
- 독립군의 전함(도라에몽 노비타의 우주표류기)

## 스태프
- 원작 - 후지코 F. 후지오
- 감독 - 혼고 미쓰루
- 작화 감독 - 타카쿠라 요시히코
- 미술 감독 - 노무라 카나코
- 녹음 감독 - 우라카미 야스오
- 음악 - 미야자키 신지
- 효과 - 쇼우지 마사히로 (소다 사운드 크리에이션)
- 촬영 감독 - 후루카와 마코토
- 원화 - 타카쿠라 요시히코 , 하야시 시즈카 , 유아사 마사아키
- 동영상 - 야마니시 코지, 사와다 히로미, 미조 기획
- 동영상 체크 - 요시다 히로미
- 캐스팅 - 오오야마 노부요(도라에몽 역)
- 색상 지정 - 마츠우라 유키
- 디지털 채색 - 라이트 풋, MSC
- 배경 - 아토리에 로쿠
- 합성 촬영 - Production IG
- 3D CG - 미즈타니 에이지, 사토 치오리
- 시각 효과 - 카메이 미키타
- 편집 - 오카야스 하지메
- 현상 - 도쿄겐조쇼
- 디지털 광학 녹음 - 니시오 노보루
- 돌비 필름(DOLBY film) 컨설턴트 - 카와토 츠토무 , 모리 미키오
- 제작데스크 - 요시다 유키
- 프로듀서 - 야마다 토시히데, 기무라 준이치
- 제작 협력 - 후지코프로, ADK(아사츠DK)
- 제작 - 신에이 동화, 쇼가쿠칸, TV아사히

## 같이 보기
- 도라에몽
- 후지코 F. 후지오
- 도라에몽 (1979년 애니메이션)
- 도라에몽 관련 매체 목록
- 도라에몽의 영화 작품